# Sommerschafweide im Pfingstholz
Die Sommerschafweide im Pfingstholz ist ein vom Landratsamt Münsingen am 31. Mai 1955 durch Verordnung ausgewiesenes Landschaftsschutzgebiet auf dem Gebiet der Gemeinde Hohenstein.

## Lage
Das nur 3,1 ha große Landschaftsschutzgebiet liegt etwa 3 km südöstlich des Hohensteiner Ortsteils Oberstetten im Gewann Am Pfingstholz. Es gehört zum Naturraum Mittlere Kuppenalb.
Geologisch stehen die Formationen des Unteren Massenkalks des Oberjura an.

## Landschaftscharakter
Das Gebiet ist infolge der Aufgabe der Nutzung als Schafweide heute durch Sukzession und Aufforstung vollständig bewaldet. Im Luftbild von 1968 ist der Südteil des Gebiets noch weitgehend waldfrei.